# Erysimum ammophilum
Жовтушник пісколюбний (Erysimum ammophilum) — вид рослин родини капустяні.

## Назва
В англійській мові має назву «прибережний жовтофіоль» (англ. coast wallflower).

## Будова
Багаторічна рослина зі стеблом 5-60 см, вузьким гладким прикореневим листям 4-15 см, що має зубчастий край на кінці, та жовтими квітами. Листя стає ширшим ближче до суцвіття. Квіти мають 4 пелюстки довжиною 12-25 мм. Плід — стручок 2-12 см. Насіння — крилатка.

## Поширення та середовище існування
Зростає у дюнах прибережної зони Каліфорнії, де заростає яскравими заростями.